# Luis Crespí Jaume
Luis Crespí Jaume (Madrid, 16 de Maio de 1889 — Madrid 30 de Novembro de 1963) foi um intelectual, investigador e professor universitário que se destacou nos campos da botânica agrícola, fisiologia vegetal e ecologia, em particular nas áreas da liquenologia e micologia. Exerceu vários cargos políticos no âmbito da ciência espanhola. Também se dedicou ao estudo do folclore da Galiza.

## Biografia
Foi filho de Antonio Crespi Mas, farmacêutico e professor, natural de Sóller (Maiorca) e botânico amador, a quem Juan Joaquín Rodríguez y Femenías dedicou a espécie Galium crespianum, descrita a partir de espécimes recolhidos numa excursão que realizaram juntos a Puig Major de Son Torrella. O ambiente familiar em Pontevedra, onde seu pai era professor do Instituto General y Técnico provincial, foi tão favorável ao estudo das ciências que tanto Luis como os seus quatro irmãos se dedicaram a profissões técnicas e científicas.
Luis estudou Ciências Naturais em Santiago de Compostela e continuou os seus estudos, como bolseiro e depois como assistente no Museu Nacional de Ciências Naturais de Madrid.
Em 1916 foi nomeado após concurso para um lugar de professor de Agricultura dos institutos politécnicos ficando colocado no Instituto de Segunda Enseñanza de Lugo, na cidade galega de Lugo. Durante 1917 e 1918, foi bolseiro da Junta de Ampliación de Estudios (JAE) em Toulouse, estudando Fisiologia Vegetal e Patologia Agrícola. Quando em 1918 a Junta de Ampliación de Estudios criou o Instituto Escuela (Instituto Escola), foi nomeado para a cadeira de Agricultura, primeiro provisoriamente e depois, em 1930, como professor de nomeação definitiva.
Em 1924 obteve, por iniciativa de Gonzalez Romualdo Fragoso uma nova bolsa de investigação da Junta de Ampliación de Estudios, desta feita para o estudo e prática da liquenologia na Universidade do Porto, sob a direcção de Gonçalo Sampaio. Dessa passagem pelo Porto nasceu uma longa colaboração, mantendo desde então uma correspondência activa que levou a que em 1929 publicassem em conjunto os resultados de seu estudo de líquenes de Pontevedra no Boletim da Real Sociedad Española de Historia Natural, instituição da qual foi presidente entre 1936 e 1938. No campo da micologia, foi aluno de Blas Lázaro Ibiza e trabalhou com Gonzalez Fragoso, Luis María Unamuno e Irigoyen e Emilio Guinea.
Em 1933 a Junta de Ampliación de Estudios nomeou Luis Crespí chefe do recém-criado Laboratório de Ecologia do Museu Nacional de Ciências Naturais de Madrid.
Manteve-se como professor do Instituto Escuela (Instituto Escola) até 1936, ano em que a Guerra Civil Espanhola o obrigou a interromper a sua actividade, exercendo nesse período em várias ocasiões o cargo de director. Foi parte activa, através da cadeira de Agricultura que ensinava, na renovação metodológica do ensino, a missão principal do Instituto. De 1936 a 1939, período da guerra, trabalhou nos institutos de Segunda Enseñanza Pérez Galdós y San Isidro. Em 1933 foi nomeado secretário do Conselho de Substituição do Ensino Secundário das Congregações Religiosas (Junta de Sustitución de la Segunda Enseñanza de las Congregaciones Religiosas).
Na sua instituição, Luis Crespí foi repetidamente anfitrião de cientistas notáveis, como Lewis Knudson, em 1920, e Nikolái Vavílov, em 1927. Com este último viajou pela Galiza e Astúrias recolhendo espécimes de plantas, fungos e líquenes.
A Junta de Ampliación de Estudios encomendou a Luis Crespí a direcção das Misiones Culturales de Galicia (Missões Culturais da Galiza), no âmbito das quais convidou Vavilov, Sampaio e outros naturalistas a participar numa uma expedição científica às montanhas da Sierra de Ancares, de Queija e Invernadeiro. Crespi desenvolveu um bom relacionamento pessoal com Vavilov, a quem dedicou o seu trabalho Contribuciones al folklore gallego (1929), e recebeu, por sua vez, repetidos elogios na obra Expedición por España (1939) da autoria de Vavilov.
Luis Crespí era membro da Izquierda Republicana, o partido de Manuel Azaña. Após a vitória do Alzamiento Nacional foi expulso da docência, sobrevivendo como empregado administrativo de um laboratório farmacêutico, mas em 1954, quando Joaquín Ruiz Giménez foi Director Geral do Ensino Médio (Director General de Enseñanzas Medias), foi reabilitado e autorizado a regressar ao ensino, que exerceu até se aposentar no Instituto San Isidro de Madrid.
As seguintes espécies têm Luis Crespí como epónimo:
- Puccinia crespiana, homenagem de Luis María Unamuno e Irigoyen em 1935.
- Aspicilia crespiana, nome dado em 1999 por Victor Jimenez Rico a um líquen comum na Espanha Central e na Sardenha, descrito a partir de espécimes recolhidos por Luis Crespí em 1920[6].